# Шаад, Роман
Роман Шаад (нем. Roman Schaad; 30 июля 1993 года, Оберхаллау, Швейцария) — швейцарский лыжник, участник Олимпийских игр в Сочи. Специалист спринтерских гонок. 

## Карьера
В Кубке мира Шаад дебютировал 15 декабря 2013 года, тогда же первый раз попал в десятку лучших на этапе Кубка мира, в спринте. Всего на сегодняшний день имеет на своём счету 2 попадания в десятку лучших на этапах Кубка мира, оба в личном спринте. Лучшим достижением Шаада в общем итоговом зачёте Кубка мира является 79-е место в сезоне 2013-14. 
На Олимпийских играх 2014 года в Сочи занял 83-е место в спринте свободным ходом.
За свою карьеру в чемпионатах мира участия не принимал. В 2014 году стал бронзовым призёром молодёжного чемпионата мира, в спринте.
Использует лыжи и ботинки производства фирмы Salomon.